# 岡部悟
岡部 悟（おかべ さとる、5月12日 - ）は、日本の男性声優。愛知県出身。東京俳優生活協同組合所属。

## 来歴
俳協ボイスアクターズスタジオ卒業。以前はAIR AGENCYに所属していた。2018年から東京俳優生活協同組合所属。
2022年5月12日に女優の高山ゆきのと結婚。翌年には第一子が誕生した。

## 人物
声種はバリトン。
特技は料理（特に燻製）。趣味・スポーツは食べ歩き、トランペット、キャンプツーリング、動物園・水族館巡り、ミリタリー系。
免許・資格は普通自動車、大型自動二輪車免許。

## 出演

### テレビアニメ
2013年
- 世界でいちばん強くなりたい!（観客）

2015年
- うしおととら
- コンクリート・レボルティオ〜超人幻想〜

2019年
- 炎炎ノ消防隊（消防士、住人）
- ドラえもん（テレビ朝日版第2期）（2019年 - 2022年、飼い主、配達員）

2020年
- ハイキュー!! TO THE TOP（アナウンス、アナウンサー、志賀智也）

2021年
- ブルーピリオド（後藤先生）
- 大正オトメ御伽話（美術教師）

2022年
- 東京ミュウミュウ にゅ〜♡（進行）

2023年
- 名探偵コナン（ボディガード）
- クレヨンしんちゃん（2023年 - 2024年、TV、男性B）

2024年
- ただいま、おかえり（近所の人）
- 結婚するって、本当ですか

### 劇場アニメ
- STAND BY ME ドラえもん 2（2020年）

### Webアニメ
- 日本沈没2020（2020年、アナウンサー）

### ゲーム
- 蒼穹のスカイガレオン（2013年、サタン、ルシファー、バロン、テュール 他）
- うたわれるもの 二人の白皇（2016年、タタリ 他）
- 雷子-紺碧の章-（2016年、慶忌）
- ファイナルファンタジーXVI（2023年）
- 信長の野望 出陣（2023年、毛利輝元、秋山虎繁、古田織部）

### ドラマCD
- アニメイトで聞きました!ファンタジー彼氏-Dive into Fairy Story-Vol.3 & Vol.4

### 吹き替え

#### 映画
- アスク・ミー・エニシング 彼女の告白（マーク〈アンディ・バックリー〉）
- アマチュア（インクワライン夫[4]）
- 13の選択
- ツイスターズ[5]
- ドラゴン・オブ・ナチス（ホールドリン）
- ナイト・オブ・ザ・リビングデッド
- マーメイド NYMPH（ボブ）
- MYTHICA ミシカ クエスト・フォー・ヒーローズ（デーゴン）
- MYTHICA ミシカ ダーク・エネミー（デーゴン）
- USS ライオンフィッシュ（スターリング艦長）

#### ドラマ
- ブラック・ミラー（カイル）

#### アニメ
- カエルのリビット めざせ! プリンセスの国（まじない師）
- リトル&ジャンアント（クンパカン）

### ボイスオーバー
- 世界アニマル&キッズ動画SP

### ナレーション
- 秋葉原ダイビル駐車場（場内アナウンス〈季節〉）
- 秋葉原UDX駐車場（場内アナウンス〈季節〉）
- クイズプレゼンバラエティー Qさま!!
- 富士ソフトビル駐車場（場内アナウンス〈季節〉）
- 若尾文子映画祭 青春 予告編

### オーディオブック
- Audible
  - 「1歳の君とバナナへ 」
  - 「金儲けのレシピ」
  - 「教育の目的」
  - 作家アリスシリーズ
    - 「捜査線上の夕映え」
    - 「火村英生に捧げる犯罪」
    - 「菩提樹荘の殺人」

  - 「日本合戦譚」シリーズ
  - 「日本男子論」
  - 「野菊の墓」
  - 「風姿花伝」

### イベント
- VOCALIST Premium Acoustic Live〜星空の演奏会〜（MC）
- VOICE BATTLE CARNIVAL Vol.3（MC）
- 進撃の巨人 Attack 音 体感

### 舞台
- GOD CHILD 〜思い出の使い方〜（Mr.ガウダ）
- Ph/7.4（マスター）
- 百鬼夜行〜約束の行方〜

### その他コンテンツ
- 直木賞作家×YOASOBI『はじめての』プロジェクトPV